# Die Neue Welt
Die Neue Welt, „Illustriertes Unterhaltungsblatt für das Volk“, war eine sozialdemokratische Unterhaltungszeitschrift in Deutschland. Sie bestand als eigenständiges Blatt von 1876 bis 1891. Danach war sie von 1892 bis 1919 eine wöchentliche Beilage für „Wissenschaft, Belehrung und Unterhaltung“ in den sozialdemokratischen Parteizeitungen.

## Geschichte
Der Parteitag der Sozialdemokratischen Arbeiterpartei beschloss die Gründung des Blattes im Jahr 1873. Wegen finanzieller Probleme erschien die Zeitschrift allerdings erst seit 1876. Ein indirekter Vorläufer waren die „Sozialpolitischen Blättern“ des ADAV, die von Wilhelm Hasselmann zwischen 1873 und 1875 herausgegeben wurden. Nach dem Vereinigungsparteitag von Gotha wurden diese Zugunsten der Neuen Welt aufgegeben.
Bis 1878 wurde das Blatt von der Genossenschaftsdruckerei in Leipzig gedruckt. Als diese als Folge des Sozialistengesetzes aufgelöst wurde, erschien die Neue Welt bei Dietz in Stuttgart.
Die Neue Welt wurde zu einer Zeit gegründet, als die sozialistische Bewegung ihre Kräfte sammelte und im neudeutschen Kaiserreich zur bedeutendsten politischen Opposition heranwuchs. Sie sollte die Leser über die Entwicklung in Natur und Gesellschaft unterrichten und indem sie den auch in Arbeiterkreisen weit verbreiteten bürgerlichen Unterhaltungsblättern den Boden entzog, der bürgerlichen Geschmacksbildung und einseitigen Wissensvermittlung entgegenwirken. Das neue Blatt sollte in Konkurrenz zur Gartenlaube und vergleichbaren bürgerlichen Zeitschriften treten und die Leser aus der Arbeiterschaft von diesen fernhalten. Es ging vor allem darum „die Parteigrundsätze in Kreise zu tragen, wohin die politischen Parteiorgane und Parteischriften nicht dringen.“ Insbesondere erhoffte sich die Partei dadurch, die „Frauen für die Bewegung zu gewinnen.“
So enthielt die Zeitung vorwiegend populärwissenschaftliche Beiträge aus Natur, Technik, Geschichte, Kulturgeschichte; sie veröffentlichte Biographien von Persönlichkeiten, in deren Tradition sich die sozialistischen Bewegung sah wie Heinrich Heine, François Noël Babeuf, Henri de Saint-Simon und andere. In speziellen Artikeln etwa zur Kindererziehung oder Hauswirtschaft kam man den Interessen der Arbeiterfamilie nach.
Das Verbot sozialistischer Publikationsorgane 1878 traf auch die Neue Welt. Unter den Bedingungen des Sozialistengesetzes wurde die Zeitschrift unter der Leitung von Bruno Geiser ein unpolitisches Bildungsblatt mit populärwissenschaftlichen und literarischen Beiträgen. Kritisiert wurde diese reformistische Haltung scharf von Friedrich Engels. Dieser warf den Verantwortlichen in Briefen an Eduard Bernstein vor, dass sie nicht fähig seien, die Illegalität auszunützen, um die sozialistische Ideologie in entsprechender Art und Weise zu propagieren.
Gleichwohl war die Zeitschrift ein wichtiges Publikationsorgan für sozialistisch orientierte Autoren, die teilweise hier zum ersten Mal veröffentlichen konnten (R. Lavant, E. Klaar, B. Schönlank, L. Lessen, O. Krille, J. Zerfaß). In Skizzen, Erlebnisberichte und Gedichte wurde der tägliche Kleinkrieg der Sozialisten mit der deutschen Obrigkeit geschilderten. Außerdem wurde Kritik an den sozialen und politischen Zuständen der „herrschenden Klassen“ im Deutschen Kaiserreich geübt.
Nach dem Fall des Sozialistengesetzes blieb das Blatt seiner gemäßigt politischen Linie. Der Parteitag von 1896 übte vor diesem Hintergrund heftige Kritik an der Praxis E. Steigers, die Zeitschrift durch wahllosen Abdruck von Prosawerken naturalistischer Schriftsteller wie W. Bölsche oder Hans Land. Dadurch würde die Neue Welt „zum Tummelplatz für literarische Experimente“ statt ein „populäres Unterhaltungsorgan.“ Kritik kam unter anderem von August Bebel und Wilhelm Liebknecht. Franz Mehring schrieb zu diesem Anlass seinen Beitrag Kunst und Proletariat. Dies änderte allerdings nichts an der grundsätzlichen Ausrichtung des Blattes. Ein Wandel in Richtung eines stärker politisch ausgerichteten Blattes scheiterte auch daran, dass seit dem Beginn der 1890er Jahre die revisionistische Strömung in der Partei an Bedeutung gewann.
Die Auflagenhöhe der Zeitschrift stieg auf 500000 bzw. 550000 Exemplare (1910, 1911). So wurde die N. W. bis 1919 wohl ein viel gelesenes, doch bis auf anfängliche Ansätze kein sozialistisches Unterhaltungsblatt. Zwar erzählten die Werke deutscher Schriftsteller vom Leben und Leiden des kleinen Mannes (E. Preczang, C. Müller-Jahnke, J. Zerfaß, C. Viebig), nicht aber vom Kampf des modernen Proletariats; das Leitgedicht – K. Henkells von 1892 Was wir wollen, das den Dichter als Bundesgenossen der Arbeiter auffordert, vom Kampf der Arbeiter in der modernen Zeit zu singen, blieb ohne Echo. Kritisch-realistische Werke deutscher Romanciers, die den Übergang zum Imperialismus, den neupreußischen Militarismus und die Inhumanität der bürgerlichen Gesellschaft widerspiegelten, etwa von Theodor Fontane, Thomas und Heinrich Mann fanden keinen Raum. Immerhin übte das Blatt satirisch-polemische Kritik am preußischen Unteroffizier und Feldwebel, ohne allerdings das System als Ganzes anzugreifen.
Allerdings trug das Blatt durch den Abdruck kritisch-realistischer Werken ausländischer Autoren dazu bei, die Leserschaft aus der Arbeiterklasse mit Werken etwa von Alexander Lange Kielland, August Strindberg, Nikolai Gawrilowitsch Tschernyschewski, Émile Zola, Fjodor Michailowitsch Dostojewski vertraut zu machen. Der Förderung der künstlerischen Auseinandersetzung mit zentralen gesellschaftlichen Ereignissen dienten auch verschiedene literaturgeschichtliche oder -theoretische Artikel. Im Jahr 1897 entstand etwa ein Artikel zu sozialistischen Lyrik in Frankreich, im Jahr 1901 ein Beitrag über Leben und Werk von Maxim Gorki. Im Jahr 1903 widmete sich das Blatt der sozialen Lyrik in Deutschland und 1907 der Arbeiterdichtung. Hinzu kamen Beiträge über Heinrich Heine, Ferdinand Freiligrath und andere heute weniger bekannte Autoren.
Auch durch Autoren wie Friedrich Stampfer setzte sich der Reformismus in der Zeitschrift eher und deutlicher durch als etwa in der Neuen Zeit. So verteidigte das Blatt zu Beginn des Ersten Weltkrieges die Burgfriedenspolitik der SPD und trat für den Kampf gegen den russischen Zarismus als „Gendarm Europas“ ein.

## Mitarbeiter
Chefredakteure des Blattes waren Wilhelm Liebknecht (auch maßgeblich an der Gründung beteiligt), Bruno Geiser, Curt Baake, Samuel Kokosky, Edgar Steiger, O. Kühl, Ludwig Lessen u. a. m.
Wichtige Autoren der Zeitschrift waren Minna Kautsky, Rudolf Lavant, Alwin Gerisch, Ernst Klaar, Bruno Schönlank, Ludwig Lessen, Otto Krille und Julius Zerfaß.
Um 1900 berichtete der damals bekannte Publizist Friedrich Schrader über kulturelle und politische Entwicklungen im damaligen Osmanischen Reich.